# Hondshelmkruid
Hondshelmkruid (Scrophularia canina) is een onaangenaam ruikende, overblijvende plant uit de helmkruidfamilie (Scrophulariaceae). Heukels' Flora van Nederland beschouwt deze soort als een synoniem voor geoord helmkruid. Hondshelmkruid komt van nature voor van het Middellandse zeegebied tot oostwaarts in De Krim en Armenië en noordwaarts tot het bovenrijngebied. In Nederland is de onaangenaam geurende plant in 1921 op twee plaatsen langs de Waal gevonden. In 2024 is de plant in Lelystad gevonden langs het havendiep-water. Het is bij deze vondsten gebleven.
De plant wordt 30 - 60 cm hoog. De rechtopgaande, meest onvertakte stengels hebben alleen tijdens de bloei korte klierharen. Onderaan is de stengel bruinrood, verhout en heeft deze vier vleugels. De bladeren zijn vijf- tot zevenvoudig veerdelig. De blaadjes zijn langwerpig-lancetvormig en hebben een ongelijke, grof getande bladrand.
De plant bloeit van juni tot in september met 5 mm lange, bruinviolette bloemen, die soms een witte rand hebben. De bovenlip is drie keer zo langs als de kroonbuis. De stompe kelkslippen zijn breedvliezig gerand. De bloeiwijzen zijn veelbloemige bijschermen, die in een pluim gerangschikt zijn. De schutbladen zijn klein.
De vrucht is een 5 mm lange, kale, rondachtige doosvrucht met een kleine spits. De zaden zijn 2 mm lang. Op de doosvrucht komen vaak gallen voor van de galmuggen uit het geslacht Asphondylia.

## Ecologie en verspreiding
Hondshelmkruis staat op open, zonnige, matig voedselrijke, stikstofarme, matig droge tot matig vochtige, neutrale of kalkhoudende, zand- en grindbodems of op kalksteen. De zeer variabele plant groeit in de nabijheid van rivieren op rotsachtige plekken, in bermen en struwelen, op puinhellingen en grazige plaatsen, op dijken en muren en in kiezelgroeven. Het verspreidingscentrum van deze pionier vormt het Middellandse Zeegebied, van hieruit straalt ze uit naar het noorden via de grote rivieren tot in Midden-Frankrijk en West-Duitsland. Langs de Rijn komt ze bestendig voor tot Mannheim, noordelijker treedt ze efemeer op. In Noord-Frankrijk staat ze op mijnsteenbergen dicht bij de Belgische grens. In Nederland is plant in 1921 op twee plaatsen langs de Waal gevonden. In 2024 is de plant gevonden in Lelystad, langs het havendiep-water. Dit Helmkruid is onmiskenbaar door zijn gedeelde bladeren. De kroon is purperbruin met witgerande slippen. Bestuiving geschiedt door wespen en zweefvliegen, de gevormde zaden zijn klein en rond.